# A caccia di latte
A caccia di latte (The Milky Waif) è un film del 1946 diretto da William Hanna e Joseph Barbera. È il ventiquattresimo cortometraggio animato della serie Tom & Jerry, prodotto dalla Metro-Goldwyn-Mayer e uscito negli Stati Uniti il 18 maggio 1946. Il corto, nel quale appare per la prima volta Tuffy (nell'edizione originale chiamato Nibbles), venne rieditato il 9 gennaio 1954. Il titolo originale è un gioco di parole sulla Via Lattea.

## Trama
Una notte, davanti alla porta di Jerry viene abbandonato un topolino grigio di nome Tuffy. Il topolino è sempre assetato di latte, e Jerry ha l'idea di fargli bere quello di Tom. Tuffy si precipita subito nel latte, senza curarsi della presenza del gatto dormiente. Jerry e Tuffy finiscono per svegliare Tom e farsi scoprire, ma riescono a tornare nella tana sani e salvi. In seguito Jerry unisce delle cannucce per far bere il latte a distanza a Tuffy. Il topolino viene però risucchiato da Tom, ma Jerry lo salva. Il gatto si mette poi a inseguire i due topi, finché non usa una bottiglia per catturarli mentre sbucano fuori dal tappeto. Tuttavia riesce a intrappolare solo Jerry. Tuffy, senza l'aiuto del topo, viene presto messo all'angolo da Tom, che lo colpisce sul sedere con un acchiappamosche. Jerry si libera subito dalla bottiglia rompendola e, dopo aver visto il sedere dolorante di Tuffy, si infuria e picchia Tom violentemente. Per una volta Tom è quindi costretto ad obbedire a Jerry che, minacciandolo con un batticarne di legno, lo obbliga ad imboccare Tuffy, facendogli bere il suo latte come punizione.

## Censura
Nella scena in cui Jerry e Tuffy si nascondono nell'armadio e si travestono da persone di colore, Jerry è doppiato da Lillian Randolph, la doppiatrice di Mammy Due Scarpe. Questa scena è stata rimossa nella trasmissione di molte reti televisive, come Boomerang nel Regno Unito, Spacetoon e MBC 3 in Medio Oriente e Cartoon Network negli Stati Uniti, in modo che dalla scena in cui Tuffy sputa il latte a Tom si passa direttamente a quella in cui il gatto sbatte contro la padella di Jerry, molto probabilmente per evitare qualsiasi polemica di stereotipi. In Italia, a partire dal 2004, la censura è presente sia nella trasmissione televisiva sia nelle versioni DVD, mentre in precedenza il corto veniva trasmesso integralmente.